# 마키노촌 (도야마현)
마키노촌(牧野村)은 도야마현 이미즈군에 있던 촌이다.

## 추계 데이터
- 인구 - 1,729명
- 면적 - 4.86m2
- 인구밀도 - 355명/km2
- 세대수 - 276세대
- 총생산액 - 357,122엔 
  - 농산물 총액 - 343,848엔
  - 축산물 총액 - 8,324엔
  - 공업생산물 총액 - 4,950엔

## 역사
- 1889년 4월 1일 - 정촌제 시행에 의해 이미즈군 마키노촌이 성립하였다.
- 1940년 12월 1일 - 예로부터 산업, 경제, 교통 등 사회생활에 밀접한 관계가 있는 이미즈군 신미나토정에 편입되었다.
- 1942년 10월 1일 - 이미즈군 신미나토정이 다카오카시에 편입되었다.
- 1951년 1월 1일 - 다카오카시 구역에서 분리해 이미즈군 신미나토정 및 마키노촌이 성립하였다.
- 1951년 4월 4일 - 이미즈군 마키노촌이 다카오카시에 편입되었다.

마키노촌이 신미나토정에, 한층 더 타카오카시에 합병된 배경에는, 후시키항의 일원적인 운영을 목표로 한 국책에 의한 강제 합병이라고 하는 면이 있다.전쟁 후 강제 합병되었던 시정촌을 원래대로 되돌렸을 때 마키노촌이 부활했지만 마키노촌은 발전을 바랄 수 있다며 다시 다카오카시에 재편입되었다.

## 현재
구 마키노촌은, 현재는 다카오카시의 마키노 지구가 해당되며, 마키노 지구는 이미즈시를 잠식하는 형태로 되어 있어 다카오카시의 다른 지역과 격리되어 직접적인 도로가 존재하지 않기 때문에 일단 이즈미시를 경유할 필요가 있었다. 다만 2014년 3월 30일 마키노 지구와 노마치 지구, 나아가 국도 160호를 비릇해 '마키노 대교'가 완성되었다.
마키노 지구는 이미즈시 신미나토 지역과는 밀접하고 깊은 연결이 있어 다른 다카오카시의 각 지역과는 선을 그은 독자적인 커뮤니티를 형성하고 있다.관할 경찰서도 선대의 신미나토 경찰서 시절부터 통째로 사수 경찰서인 것 외에 케이블 TV도 타카오카 케이블 네트워크가 아닌 사수 케이블 네트워크의 구역이 되고, 게다가 화장에서도 타카오카 재장이 아닌 이미즈시 재장에서 행하고(이별 꽃 의식도 사수의 풍습에 따라 고별식 때에 행하지 않고 화장장에서 행한다), 사수시 커뮤니티 버스의 운행 구역에도 편입되어 있는 등, 거의 사수시의 한 지역이라고 해도 과언이 아닐 정도이다.